# Ola (Huesca)
Ola es una localidad española perteneciente al municipio de Alcalá del Obispo, en la Hoya de Huesca, provincia de Huesca (Aragón). Cuenta con una población de 33 habitantes.
Situada en una llanura, su distancia a Huesca es de 12 km por la carretera HU-V-8411, que le da acceso. 

## Historia
- El día 20 de abril de 1334, Beatriz de Lauria entregó Ola a Teresa Jiménez y Gombaldo de Tramaced a cambio de Ibi en Valencia (SINUÉS, n.º.565 y 566)
- El día 20 de septiembre de 1388, el rey Juan I de Aragón vendió a Bernardo Galcerán de Pinós la Honor de Blecua, con su lugar de Ola (SINUÉS,n.º.565 y 566)

## Monumentos
- Iglesia parroquial dedicada a Ntra. Sra. de la exaltación de la Santa Cruz.